# Rinaldo di Capua
Rinaldo di (da) Capua (1710? Capua – 1780? Řím) byl italský hudební skladatel.

## Život
O jeho původu, životě a kariéře je existuje hodně spekulací. Udává se, že byl nemanželským dítětem významné rodiny. Označení "di Capua" odkazuje pravděpodobně na místo narození. Zpočátku se zabýval hudbou pouze pro zábavu. Z existenčních důvodů byl později nucen vykonávat povolání skladatele vážně, ukázalo se však, že se značným úspěchem. Svou první operu, Ciro risconosciuto, na text Pietra Metastasia uvedl v roce 1737 v Římě v divadle Teatro Tordinona. Největšího úspěchu dosáhl hned o dva roky později v divadle Teatro Argentina operou Vologeso, re de' Parti. V roce 1740 odcestoval do Lisabonu, kde zkomponoval tři opery. V roce 1742 se vrátil do Itálie. Jeho opery byly uváděny nejen v Římě, ale i v dalších italských městech. V letech 1752–1753 navštívil Paříž, kde slavil velký úspěch s operou La Zingarela (Cikánka). Po roce 1753 již zřejmě neopouštěl Řím. Jeho poslední vážnou operou byla opera Adriano in Siria z roku 1758. Napsal ještě několik komických oper, ale dostal se do tíživé zdravotní i ekonomické situace. Zemřel v Římě po roce 1780. Přesné datum není známo.
Byl patrně otcem skladatele Marcella Bernardiniho zvaného také Marcello di Capua.

## Dílo

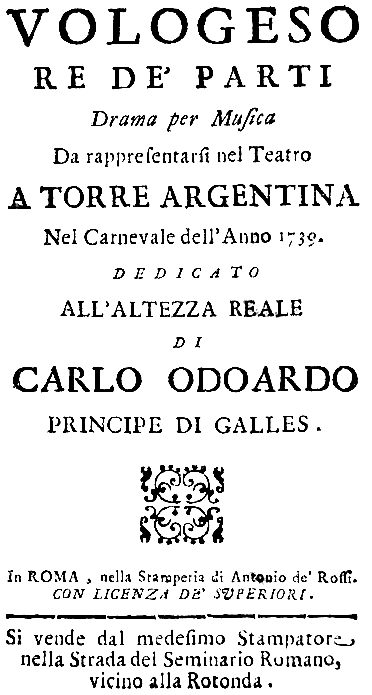
Titulní strana libreta opery Vologeso.

### Opery
- Ciro risconosciuto, dramma per musica (Pietro Metastasio, 1737 Řím, Teatro Tordinona)
- La commedia in commedia, dramma giocoso (Francesco Vanneschi, 1738 Řím, Teatro Valle)
- L'ambizione delusa, dramma giocoso (Giovanni Guadalberto Barlocci), 1744 Benátky, Teatro San Cassiano; zkrácená verze pod názvem La donna superba jako intermezzo, 1752 Paříž, Opéra)
- Vologeso, re de' Parti, dramma per musica (Guido Eustachio Luccarelli, 1739 Řím, Teatro Argentina)
- Farnace, dramma per musica (Antonio Maria Lucchini, 1739 Benátky, Teatro S. Giovanni Grisostomo)
- La libertà nociva, dramma giocoso (Giovanni Guadalberto Barlocci, 1740 Řím, Teatro Valle)
- Il Catone in Utica, dramma per musica (Pietro Metastasio, 1740 Lisabon, Teatro Rua dos Condes)
- Didone abbandonata, dramma per musica (Pietro Metastasio, 1741 Lisabon, Teatro Rua dos Condes)
- Ipermestra, dramma per musica (Pietro Metastasio, 1741 Lisabon, Teatro Rua dos Condes)
- Le nozze di Don Trifone, intermezzo (N. G. Neri, 1743 Řím, Teatro Argentina)
- Turno Heredonio Aricino, dramma per musica (Silvio Stampiglia, 1743 Řím, Teatro Capranica)
- Il bravo burlato, intermezzo (Antonio Pavoni, 1745 Řím, Teatro Pallacorda)
- Il bravo e il bello, intermezzo (1748 Řím, Teatro dei Granai)
- La finza zingarella, intermezzo (1748 Perugia, Teatro del Pavone)
- Il vecchio amante, dramma giocoso ( 1748 Turín, Teatro Carignano)
- Mario in Numidia, dramma per musica (Giampietro Tagliazucchi, 1749 Řím, Teatro delle Dame)
- Il ripiego in amore, farsetta (Angelo Luingi, 1751 Řím, Teatro Valle)
- Gli impostori, dramma giocoso (1751 Modena, Teatro ducale)
- Il baron Zuffre, dramma giocoso (1752 Perugia, Teatro del pavone)
- Il cavalier Mignatta, intermezzo (1752 Řím, Teatro Capranica)
- La forza della pace, intermezzo (G. Puccinelli a G. Aureli, 1752 Řím, Teatro Pace)
- La donna superba (1752 Paříž)
- La zingara, intermezzo (Eustachio Bambini, 1753 Paříž, Académie royale de musique)
- L'amante deluso, farsetta (Antonio Pavoni, 1753 Řím, Teatro Tordinona)
- La chiavarina, intermezzo (G. Peruzzini a Angelo Luigi, 1754 Řím, Teatro Valle)
- Attalo, dramma per musica (Antonio Papi, 1754 Řím, Teatro Capranica)
- La serva sposa, intermezzo (1755 Řím, Teatro Valle)
- La smorfiosa, intermezzo (1756 Řím, Teatro Valle)
- Adriano in Siria, dramma per musica (Pietro Metastasio, 1758 Řím, Teatro Argentina)
- Le donne ridicole, intermezzo (Carlo Goldoni, 1759 Řím, Teatro Capranica)
- Il giocatore e il cavatesori, intermezzo (1762 Cagli, Teatro delle Muse)
- Il caffè di campagna, farsetta (Pietro Chiari, 1764 Řím, Teatro Pace)
- Labirinto degli amanti, intermezzo (1765 Benátky)
- Il contadino schernito, intermezzo (1768 Řím, Teatro Pace)
- I finti pazzi per amore, farsetta (Tommaso Mariani, 1770 Řím, Teatro Pace)
- La donna vendicativa e l'erudito spropositato, intermezzo (Alessandro Pioli, 1771 Řím, Teatro Pace)
- La Giocondina, farsetta (1778 Řím, Teatro Pace)

### Kantáty a oratoria
- Cantata per la Natività della Beata Vergine a tre voci (1753)
- Cantata per la Natività a tre voci (1754)
- Cantata per la Natività a tre voci (1755)
- Cantata per la Natività a tre voci (1756)
- Cantata per la Natività a tre voci (1757)
- Il pontefice Jaddo, cantata a quattro voci (1758)
- Cantata per la Natività a tre voci (1760)
- Elia al Carmelo, cantata a tre voci (1761)
- L'Arca del Testamento, cantata a tre voci (1763)
- Eva riparata, cantata a tre voci (1765)
- L'angelo di Tobia, cantata a tre voci per il triduo di s. Giuseppe Calasanzio (1768)
- La Visione di Ezechiello (oratorium)
- Scoglio, ch'in mezzo all'onde (kantáta pro soprán a basso continuo)

### Jiné skladby
Komponoval rovněž instrumentální hudbu. Složil několik symfonií a ouvertur. Známé jsou Bassetti per violoncello e Cimbalo op. 22. Rovněž je autorem řady jednotlivých árií.